# Silvretta Montafon

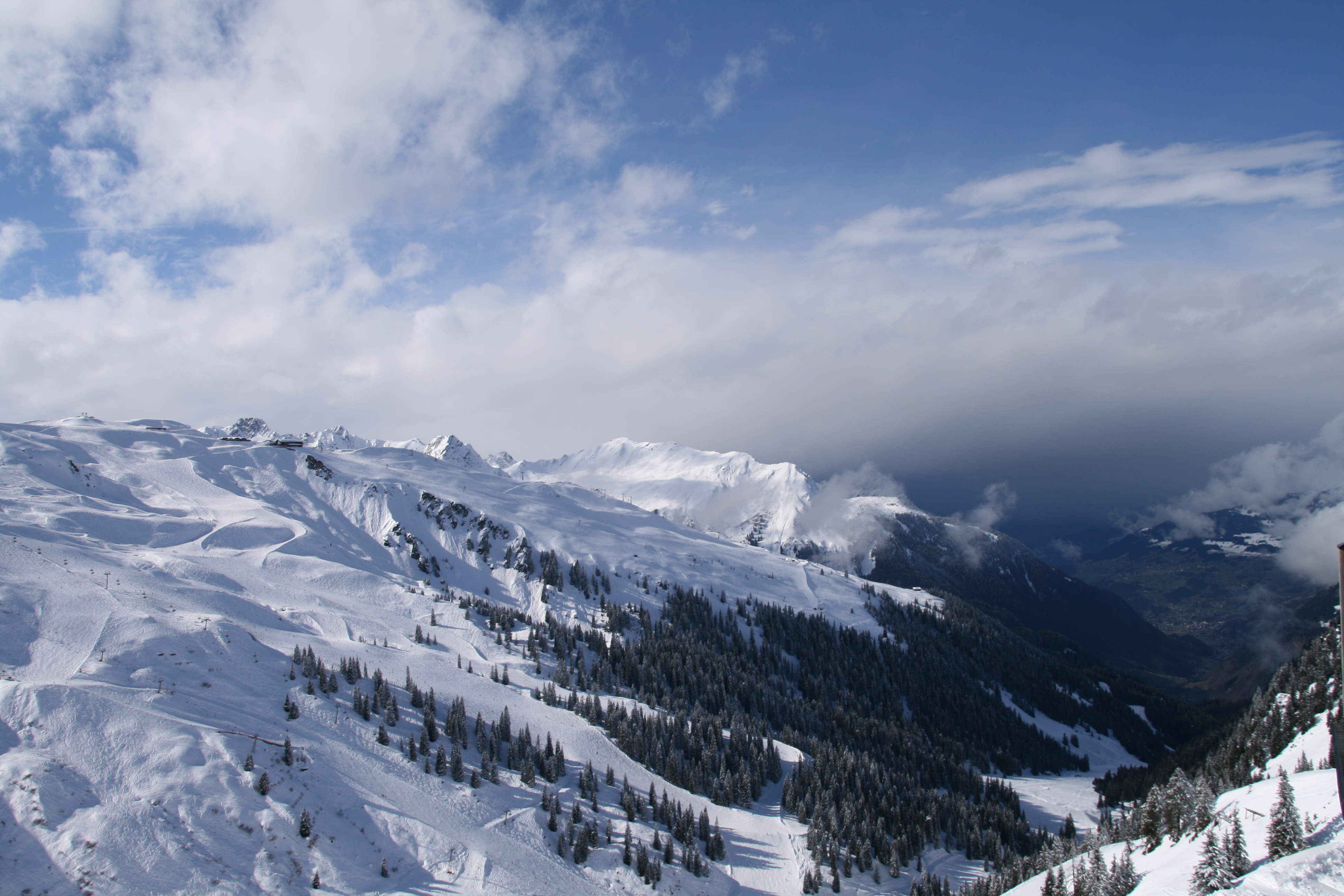
SilvrettaNova

Das Skigebiet Silvretta Montafon liegt im Montafon in Österreichs westlichstem Bundesland Vorarlberg. Es umfasst 140 Pistenkilometer und gehört heute zu den zehn größten Wintersportgebieten Österreichs.

## Lage und Landschaft
Das Skigebiet Silvretta Montafon liegt im Süden von Vorarlberg, dem westlichsten Bundesland von Österreich und erstreckt sich über 17 Kilometer und 1700 Höhenmeter von Schruns über Silbertal und St. Gallenkirch bis nach Gaschurn. Es liegt in der Talschaft Montafon, eingerahmt von den Gebirgsgruppen Rätikon, Silvretta und Verwall.
Der Teil Nova erstreckt sich an der Nordflanke der Silvrettagruppe, der Teil Hochjoch auf einem Ausläufer der Verwallgruppe, zwischen denen das Montafon nach Süden zieht. Das Tal bedeckt ein Fünftel der Vorarlberger Landesfläche und ist flächenmäßig (562 km²) größer als Wien (415 km²).
Silvretta Montafon entstand 2008 aus den Skigebieten Silvretta Nova auf der linken Talseite bei St. Gallenkirch, Gaschurn und Hochjoch auf der rechten Talseite bei Schruns, Silbertal.
Die Region liegt etwa 40 Autominuten vom im Rheintal gelegenen Feldkirch, südöstlich der Bezirkshauptstadt Bludenz.

## Pisten und Lifte
Das Skigebiet hat heute 140 Pistenkilometer, davon 56 km blau (leicht), 49 km rot (mittel), 8 km schwarz (schwierig) und um die 27 km ausgewiesene Freeride-Strecken und Routen. Es erstreckt sich von einer Höhe von 700 m bis auf 2430 m.

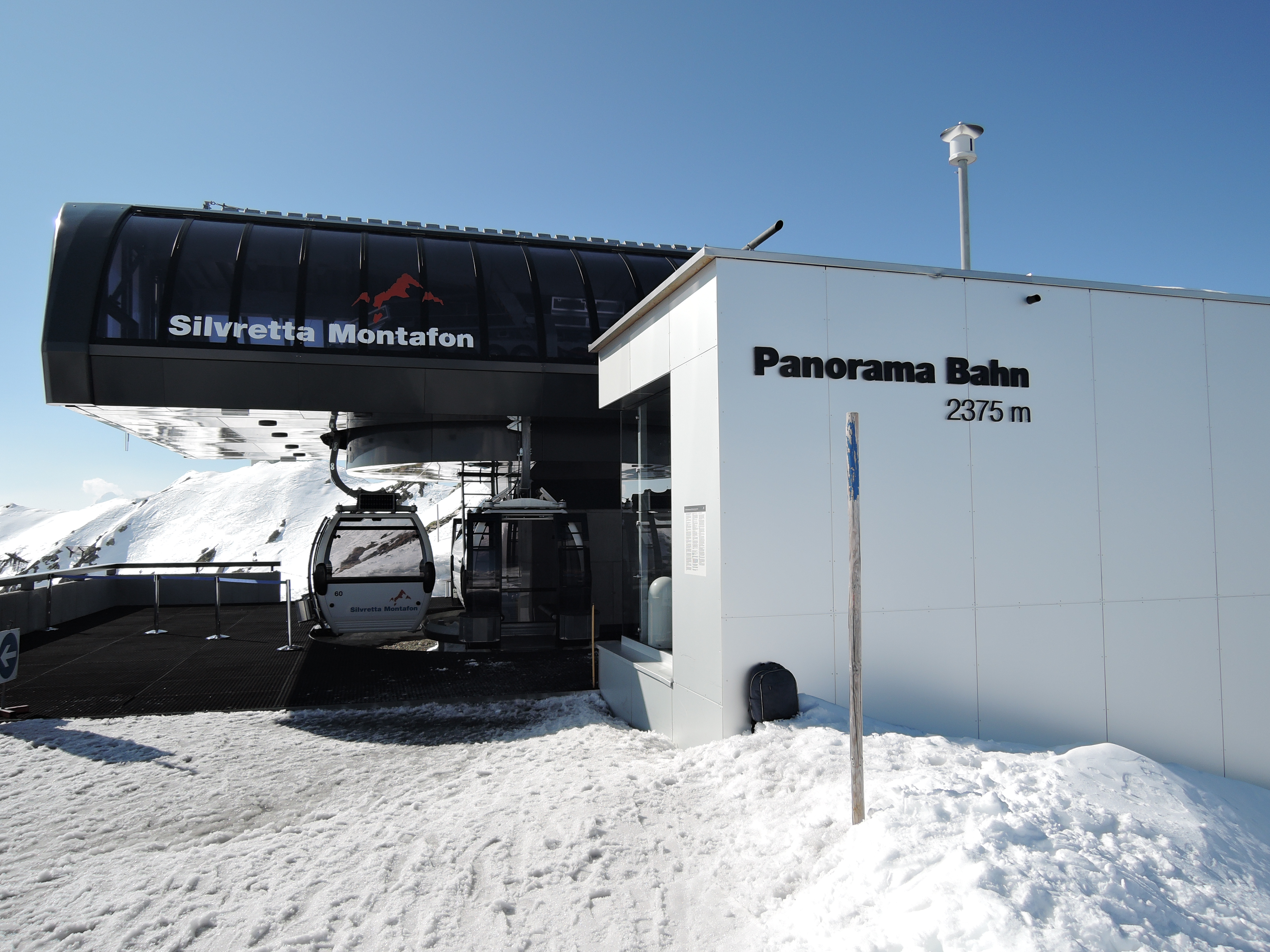
Die Bergstation der Panorama Bahn (Silvretta Montafon)

Die 35 Liftanlagen umfassen 10 Kabinenbahnen, 18 Sessellifte und 5 Schlepplifte, 2 Förderbänder, 15 Skischullifte und davon 7 Zubringerbahnen:
- die Hochjochbahn (Pendelbahn) und Zamangbahn (6er-Einseilumlaufbahn) in Schruns,
- die Valiserabahn (8er-Einseilumlaufbahn) und Grasjochbahn (8er-Einseilumlaufbahn) in St. Gallenkirch,
- die Garfreschabahn (2er-Sessellift) in Gortipohl,
- die Versettlabahn (6er-Einseilumlaufbahn) in Gaschurn und
- die Kapellbahn (2er-Sessellift) in Silbertal.

Die neuesten Aufstiegshilfen im Skigebiet sind die Ende 2014 eröffnete 8er-Einseilumlaufbahn Panorama Bahn (Silvretta Montafon) im Bereich des Hochjochs mit freiem W-LAN in den einzelnen Gondeln, die bereits oben genannte Grasjochbahn und die anschließende Hochalpilabahn mit orange-getönten Scheiben. Dazu kommt noch die 8er-Sesselbahn Sonnenbahn mit orangen Wetterschutzhauben und Sitzheizung (8KSB/B-O-S), sowie die im Sommer 2016 errichtete 8er-Sesselbahn Silvretta Bahn (8KBS/B-S), welche eine neue Verbindung zwischen den Skigebietsteilen "Garfrescha" und "Gampaping" herstellt und als die schnellste 8er-Sesselbahn Vorarlbergs gilt.
Die Liftkapazität im gesamten Skigebiet beträgt 65 882 Personen pro Stunde.

### Funpark und Rodeln
Mit dem Snowpark Montafon und dem Freeride-Cross steht am Grasjoch auch ein umfangreicher Funpark mit 40 Obstacles zur Verfügung. Dazu kommen vier markierte Winterwanderwege und zwei Rodelbahnen.
Eine davon bietet das Rodeln in der Nacht an. Von St. Gallenkirch aus geht es abends mit der Garfrescha-Bahn zur beleuchteten Rodelstrecke. Die Rodeldauer beträgt etwa 20 Minuten auf einer Länge von 5,5 km.

### Infrastruktur
Im Tal verkehrt zur Hauptsaison alle 20 Minuten ein Skibus, der die Wintersportorte und Talstationen miteinander und mit dem Bahnhof Schruns verbindet. Außerdem stehen am Berg wie im Tal Gaststätten und Skiverleih zur Verfügung. Es gibt ein breites Gastronomieangebot sowohl im Skigebiet als auch in den Talstationen der Zubringerbahnen und in den Talorten.
Von den Liftanlagen sind vier auch in Sommerbetrieb und erschließen ein umfangreiches Wandergebiet und machen speziell das Hochjoch auch als Flugregion für Paragleiter bekannt.

### Lifte im Gebietsteil Nova
Silvretta Nova umfasst die Skiberge Versettla (Burg 2247 m ü. A.), Schwarzköpfle (2300 m ü. A.) und Valisera (2035 m ü. A.). Diese begleiten als Vorberge der Madrisella (2466 m ü. A.) beiderseits das Novatal, ein kleines Hochtal bei St. Gallenkirch, in dem die namensgebende Alp Nova (1736 m ü. A.) liegt. Die Versettla liegt über Gaschurn, über Garfrescha und Valisera geht es von St. Gallenkirch herauf.
Lifte im Skigebiet Nova (unter "Schlepplift" wird u. a. auch "Tellerlift" verstanden):
| Kabinenbahn | Valisera Bahn I     | Zubringer                                                        |
| Kabinenbahn | Valisera Bahn II    | Zubringer (durchgehende Kabinen von Valisera 1 auf Valisera 2)   |
| 6er Sessel  | Jöchle Bahn         |                                                                  |
| 8er Sessel  | Sonnen Bahn         |                                                                  |
| 4er Sessel  | Heimspitz Bahn      |                                                                  |
| 6er Sessel  | Madrisella Bahn     |                                                                  |
| 3er Sessel  | Schwarzköpfle Bahn  |                                                                  |
| 6er Sessel  | Rinderhütten Bahn   |                                                                  |
| 4er Sessel  | Grandau Bahn        |                                                                  |
| 6er Sessel  | Vermiel Bahn        |                                                                  |
| 2er Sessel  | Garfrescha Bahn I   | Zubringer                                                        |
| 8er Sessel  | Silvretta Bahn      |                                                                  |
| Förderband  | Förderband Valisera |                                                                  |
| Kabinenbahn | Versettla Bahn I    | Zubringer                                                        |
| Kabinenbahn | Versettla Bahn II   | Zubringer (durchgehende Kabinen von Versettla 1 auf Versettla 2) |
| 4er Sessel  | Spatla Bahn         |                                                                  |
| Schlepplift | Burg Lift           |                                                                  |
| 6er Sessel  | Nova Bahn           |                                                                  |
| Schlepplift | Vallüla Lift        |                                                                  |
| Schlepplift | Lifinar Lift        |                                                                  |

### Lifte im Gebietsteil Hochjoch
Am Hochjoch (2520 m ü. A.), Fredakopf (2252 m ü. A.), Kreuzjoch (2396 m ü. A.), und der Zamangspitze (2387 m ü. A.), rund um die Alpe Kapell, liegt das Gebiet Hochjoch.
Der Hochjochstock bildet einen recht solitär stehenden Ausläufer des Madererkamms. Ursprünglich nur von Schruns erreichbar, wurde später der 2er Sessellift "Kapellbahn" von Silbertal, und 2011 die Grasjoch-Verbindungsbahn von St. Gallenkirch herauf gebaut.
Lifte im Skigebiet Hochjoch (unter "Schlepplift" wird u. a. auch "Tellerlift" verstanden):
| 2er Sessel  | Kapell Bahn       | Zubringer                                                                           |
| Pendelbahn  | Hochjoch Bahn I   | Zubringer                                                                           |
| Pendelbahn  | Hochjoch Bahn II  | Zubringer (zusammenhängend mit Hochjoch Bahn I, Umstieg in der Mittelstation nötig) |
| 2er Sessel  | Sennigrat Bahn I  |                                                                                     |
| 2er Sessel  | Sennigrat Bahn II | (Zusammenhängend mit Sennigrat Bahn I)                                              |
| Kabinenbahn | Zamang Bahn       | Zubringer                                                                           |
| Kabinenbahn | Panorama Bahn     |                                                                                     |
| 8er Sessel  | Seebliga Bahn     |                                                                                     |
| 2er Sessel  | Kropfen Bahn      |                                                                                     |
| Förderband  | Förderband Kapell |                                                                                     |
| Schlepplift | Kapell Lift       |                                                                                     |
| Schlepplift | Jägerlift         |                                                                                     |
| Kabine      | Grasjoch Bahn     | Zubringer                                                                           |
| Kabine      | Hochalpila Bahn   |                                                                                     |
| 2er Sessel  | Freda Bahn        |                                                                                     |
| Schlepplift | Platina Lift      |                                                                                     |

## Geschichte

### Wirtschaftsgeschichte im Montafon
Großzügig ausgebaute Skidestinationen prägen seit den 90er Jahren das Bild des Montafons und sind ein wichtiger Arbeitgeber, neben der illwerke vkw AG im Tal. Das war vor mehr als 100 Jahren anders. Wenn es die politischen Verhältnisse zuließen, zogen junge Frauen und Männer ab dem Frühjahr als Wanderarbeiter durch die Nachbarländer Europas.
Mit dem Ersparten kehrten sie im Spätherbst zu ihrem Familien zurück. Sie arbeiteten auf Baustellen in Frankreich oder im Rheinland, als Krauthobler oder auch als Ährenleser, später dann als Schwabenkinder. Atemberaubende Naturlandschaften wurden als Erholungsgebiet erkannt und genutzt sowie Verkehrsverbindungen errichtet.
1905 wurde beispielsweise die Montafonerbahn eröffnet, um Waren, aber auch Besucher zwischen Bludenz und Schruns zu befördern. Nachfolgend wurden Beherbergungsbetriebe sowie Alpenvereinshütten gebaut und Wanderwege angelegt. Der Fremdenverkehr brachte zunächst zahlreiche Sommertouristen, ehe in den 1980er Jahren durch den Ausbau der Skigebiete der Wintertourismus den Sommertourismus an Nächtigungszahlen überholte, was bis heute unverändert blieb.
Ein bislang einmaliger Vorgang in der Geschichte des Skigebietes war die von der Vorarlberger Landesregierung mitten in der laufenden Skisaison angeordnete, abrupte Schließung aller Skigebiete des Bundeslandes zum 15. März 2020 und die Abreise aller Gäste zum darauffolgenden Tag infolge der COVID-19-Pandemie.

### Montafoner Bergbahn GmbH
Erste Beginne des Skitourismus am Hochjoch reichen in die 1910er zurück (Wintersportclub Schruns). Die Montafoner Bergbahn GmbH, 1948 gegründet, nahm 1950/1951 ihren Betrieb unter dem Namen Hochjoch Schruns auf.

### Silvretta Nova BergbahnenAG

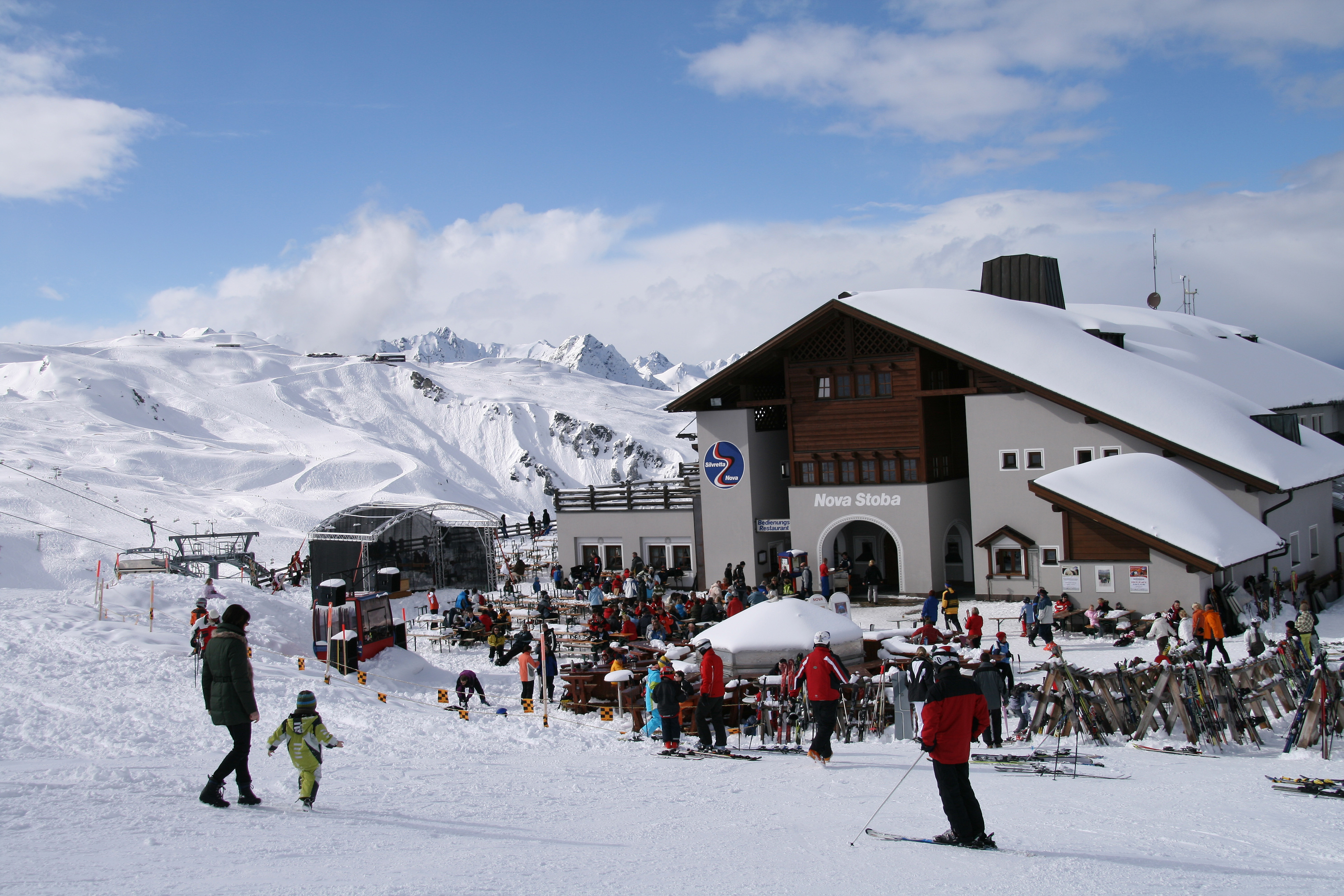
Gasthaus Nova Stoba auf der Versettla, gegen die Valisera

Der Grundstein für die Entwicklung der damaligen Silvretta Nova wurde durch den Gesellschafter und Baumeister Walter Klaus gelegt.
Durch die Fusionierung der beiden Skiliftgesellschaften Gaschurn und St. Gallenkirch sorgte er mit der Silvretta Nova Bergbahnen AG – unter der Marke Silvretta Nova – für den wirtschaftlichen Aufschwung des Unternehmens und wurde neben der Energie- und Tourismusinfrastruktur der Vorarlberger Illwerke (um das hinterste Montafon mit Bielerhöhe) wichtigster Wirtschaftsfaktor der Region. Anfang der 1980er Jahre überflügelte erstmals der Wintertourismus den Sommertourismus, was bis heute unverändert blieb.
Das Skigebiet war durch die Österreichischen Alpinen Skimeisterschaften 1947 und die Goldschlüsselrennen (Ski-Weltcup) der 1960er und 1970er national und international bekannt.

### Silvretta Montafon GmbH
Ein neuer Unternehmensabschnitt, unter der neuen Marke Silvretta Montafon, begann mit dem Kauf der Silvretta Nova Bergbahnen AG und deren Tochtergesellschaften durch die Bank für Tirol und Vorarlberg (BTV) im Jahre 2007.
Neben Liften betreut die Firma auch Teile der Berggastronomie des ganzen Skigebietes, sowie das Sporthotel Silvretta Montafon in Gaschurn (Firmensitz ebenda), die Skischule Schruns, und hält die Mehrheit am Intersport Montafon.
Durch den Zusammenschluss von Nova und Hochjoch wurde die Silvretta Montafon 2008 zum größten Skigebiet Vorarlbergs und gleichzeitig eines der Top-Ten-Skigebiete in Österreich.
Bis 2011 war aber das Hochjoch nur von den talauswärtigen Orten erreichbar, mit 2011/12 ging mit der Grasjoch–Hochalpila-Anlage die Verbindung über St. Gallenkirch in Betrieb.
Das Sporthotel Silvretta Montafon wurde im Herbst 2012 und im Frühjahr 2013 umgestaltet und erweitert.

### Skibetrieb und Naturschutz

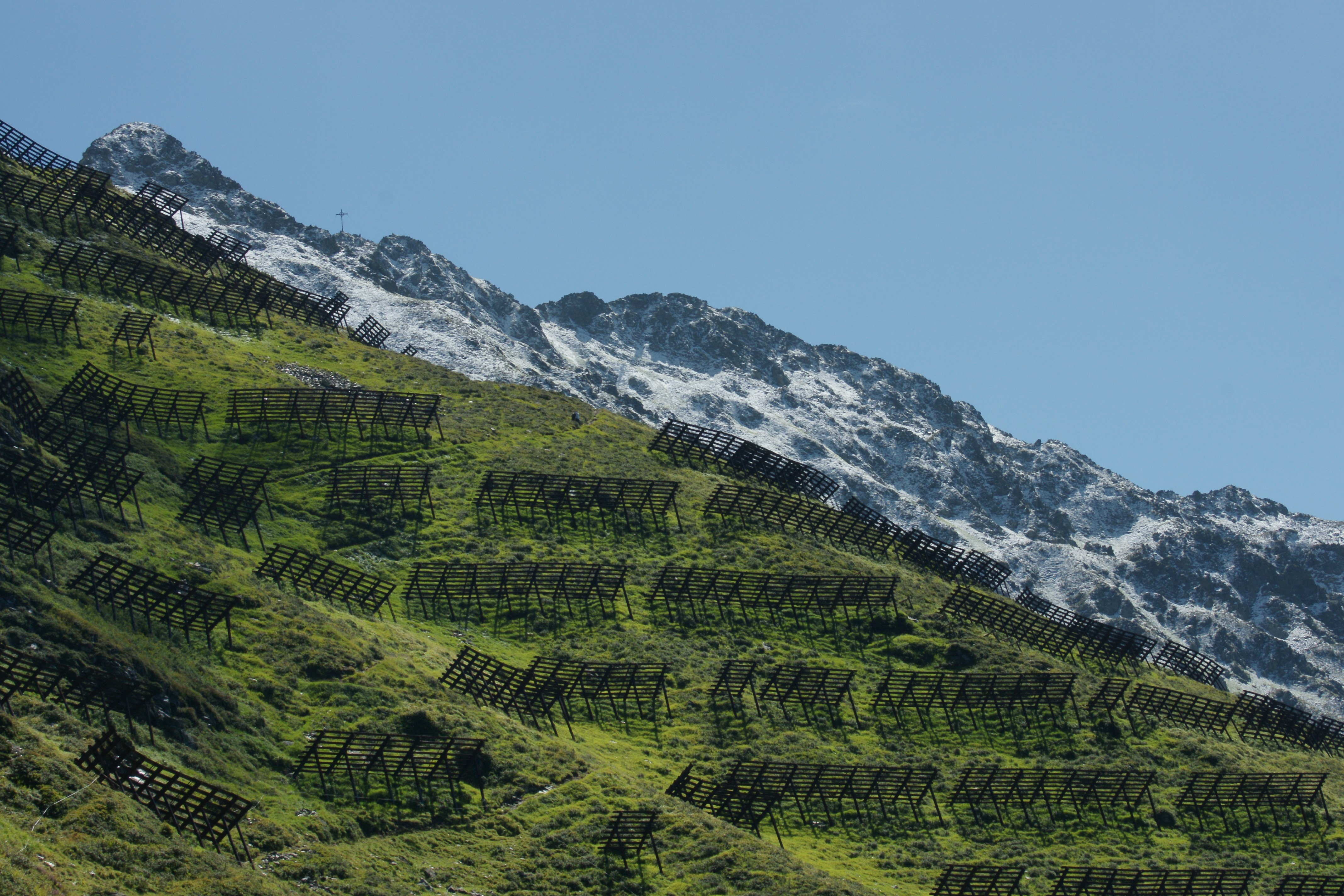
Lawinenverbauung am Kreuzjoch

Wie für viele entlegene Alpentäler waren auch für das Montafon Wasserkraft und Skibetrieb die beiden Wirtschaftsmotoren des mittleren 20. Jahrhunderts. Und wie in vielen anderen Alpenregionen wurde die Bedeutung des Naturschutzes – auch als tourismuswirtschaftliches Leitbild – anfangs abgelehnt.
Als in den 1990ern das innere Verwall zum Europa- und Naturschutzgebiet (Vogelschutzgebiet Verwall) erklärt wurde, bestanden noch immer Pläne, das Hochjoch nach Osten auszubauen, sodass die Unterschutzstellung des Silbertaler Gebietes erst nach Mediationsverfahren umgesetzt werden konnte.
Hilfreich war auch, dass Walther Flaig, ein renommierter Alpinschriftsteller (AV-Führer der Region), der schon ab den 1930er Jahren für Naturschutz eintrat, an der Gründung der Hochjochbahnen beteiligt war.

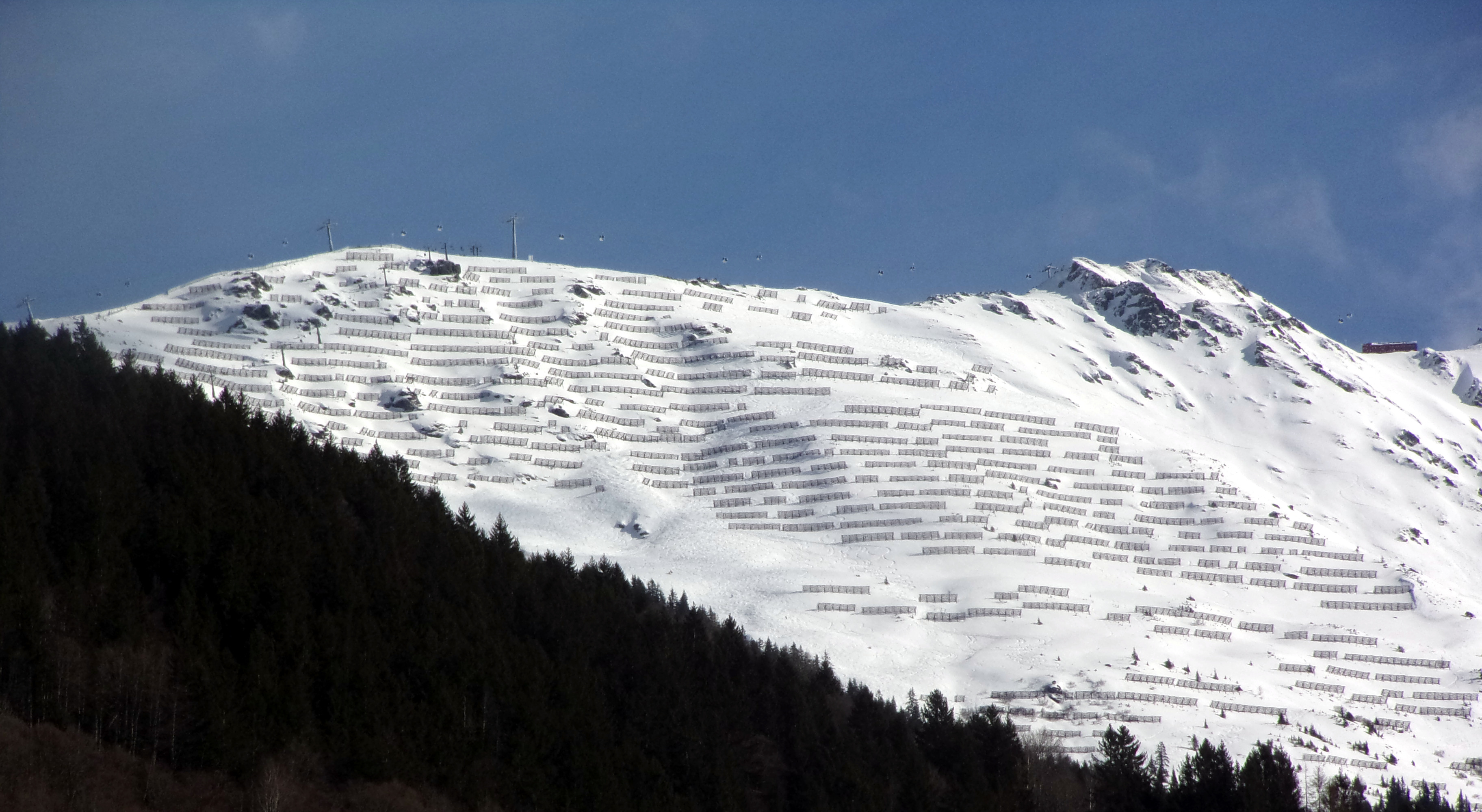
Panoramabahn mit Stützen auf dem Sennigrat; ganz rechts das Haus des Alpenvereins Worms

Das Montafon gehörte nie zu den hochprominenten Skigebieten (wie der nahe Arlberg), und auch durch die – skitechnisch ungünstige, naturschutzfachlich günstige – Lage des Gebiets zwischen den schroffen Stöcken von Verwall, Rätikon und Silvretta, hielt sich der Landschaftsverbrauch im Vergleich zu anderen Skiregionen der Alpen in Grenzen.
Beide Skizentren, Kapellalpe wie Alp Nova, liegen in vom Tal aus nicht einsichtigen Kesseln, sodass nur die wenigen Talabfahrten in das Landschaftsbild des Montafon eingreifen. Heute wird im weiteren Ausbau der sanfte Tourismus der Umgebung berücksichtigt, so stellt sich etwa das nahe hintere Silbertal wie auch das Valschaviel von besonderer Naturbelassenheit dar. Hingegen fällt die auf dem Sennigrat verlaufende Panoramabahn schon aus dem Talbecken von Schruns/Tschagguns auf.

#### Streit um Speichersee Schwarzköpfle
Wiederholte Schlagzeilen machten 2019/20 Auseinandersetzungen wegen der geplanten Errichtung eines über 300.000 m³ fassenden und etwa 6,5 ha großen Wasserbeckens für die künstliche Beschneiung sowie einer Skipiste am Schwarzköpfle in der Silvretta im Gemeindegebiet von St. Gallenkirch. Nachdem die Bezirkshauptmannschaft Bludenz diese im April 2018 genehmigte, gab es zwei Beschwerden gegen das Projekt. Die Umweltabteilung der Vorarlberger Landesregierung erkannte daraufhin auf die Notwendigkeit einer Umweltverträglichkeitsprüfung. Deshalb verzichtete die Silvretta Montafon auf die Piste und plante das Becken um 30.000 m³ kleiner.
Dennoch wäre dieses in Vorarlberg immer noch das mit Abstand größte. Nachdem die Umweltabteilung der Landesregierung im Dezember 2019 entschied, für dieses verkleinerte Projekt entfalle die Umweltverträglichkeitsprüfung, intervenierte die Vorarlberger Landesnaturschutzanwaltschaft. Sie betrachtete das Vorgehen der Silvretta Montafon als scheibchenweises Verkleinern eines Projekts, um die Umweltverträglichkeitsprüfung zu umgehen. Auch Umweltlandesrat Johannes Rauch meinte, dass Projekte zu diesem Zweck "wie eine Salami" zerstückelt werden. Ein Seilbahnwirtschafts-Vertreter in der Wirtschaftskammer räumte ein, man versuche, auf legalem Wege um Umweltverträglichkeitsprüfungen "herumzukommen", um Bauverzögerungen durch Einsprüche zu verhindern.
Nachdem 2019 herauskam, dass trotz dieser unklaren Rechtslage bereits Tiefbau-Vorarbeiten für den Speicher stattfanden, verursachte das Projekt Aufruhr in der Öffentlichkeit. Es wurde gemutmaßt, dass die Skigebietsbetreiber die Behörden vor vollendete Tatsachen stellen, und im Falle einer Illegalität der bereits erfolgten Baumaßnahmen einen Rückbau als unzumutbar erwirken wollten.
Der ÖAV Vorarlberg betrachtete das Vorhaben als rücksichtslose Bevorzugung kommerzieller Interessen gegenüber dem Naturschutz und sieht eine massive Beeinträchtigung des Landschaftsbildes infolge der Dimensionen des geplanten Speichers (unter anderem Dammhöhe bis 26 m).
Er startete 2018 eine Petition gegen den Speichersee in dieser Größe und fordert eine naturverträgliche Anlage in deutlich kleinerem Maße.
Nachdem die Angelegenheit an einem Wiener Gericht anhängig wurde, zog die Silvretta Montafon ihre Baupläne im Juni 2020 zurück, weil sie weitere Bauverzögerungen infolge juristischer Auseinandersetzungen nicht hinnimmt.
Sie plant nun, die künstliche Beschneiung in anderer Form vorzunehmen.

## Wettrennen

### FIS Snowboard-Weltcup
Die Rennen des Snowboard-Cross-Weltcup Montafon (auch: SBX-Weltcup) finden jährlich im Dezember im Skigebiet Silvretta Montafon statt. Der SBX-Weltcup ist seit 2012/13 Teil des FIS Snowboard-Weltcup. Die Strecke beginnt etwas unterhalb des Hochjochgipfels und endet in der Nähe der Bergstation der Seilbahn. Der Höhenunterschied zwischen Start und Ziel beträgt rund 200 m.
Die Snowboard-Crosser erreichen bis zu 65 km/h bei der Abfahrt der 985 m langen Weltcup-Strecke. Die Parallelslalomstrecke ist 280 m lang.

### Open Faces Freeride Contest
Der erste Open Faces Freeride Contest fand 2017 im Skigebiet Silvretta Montafon statt. Austragungsort des Open-Faces-Contests ist das Gelände rund um die „Kleine Heimspitze“ auf rund 2420 m Seehöhe. Die Freeridepiste ist 450 m lang, hat einen Höhenunterschied von 350 m und eine Neigung von bis zu 60°.
Bei der ersten 4-Sterne-Qualifikation der Saison 2022 im Montafon fuhren die Snowboarder um 2.500 Siegpunkte und diverse Preisgelder. Vom Bergrestaurant „Nova Stoba“ aus konnte das Publikum die Läufe der Fahrer verfolgen.

## Fotogalerie

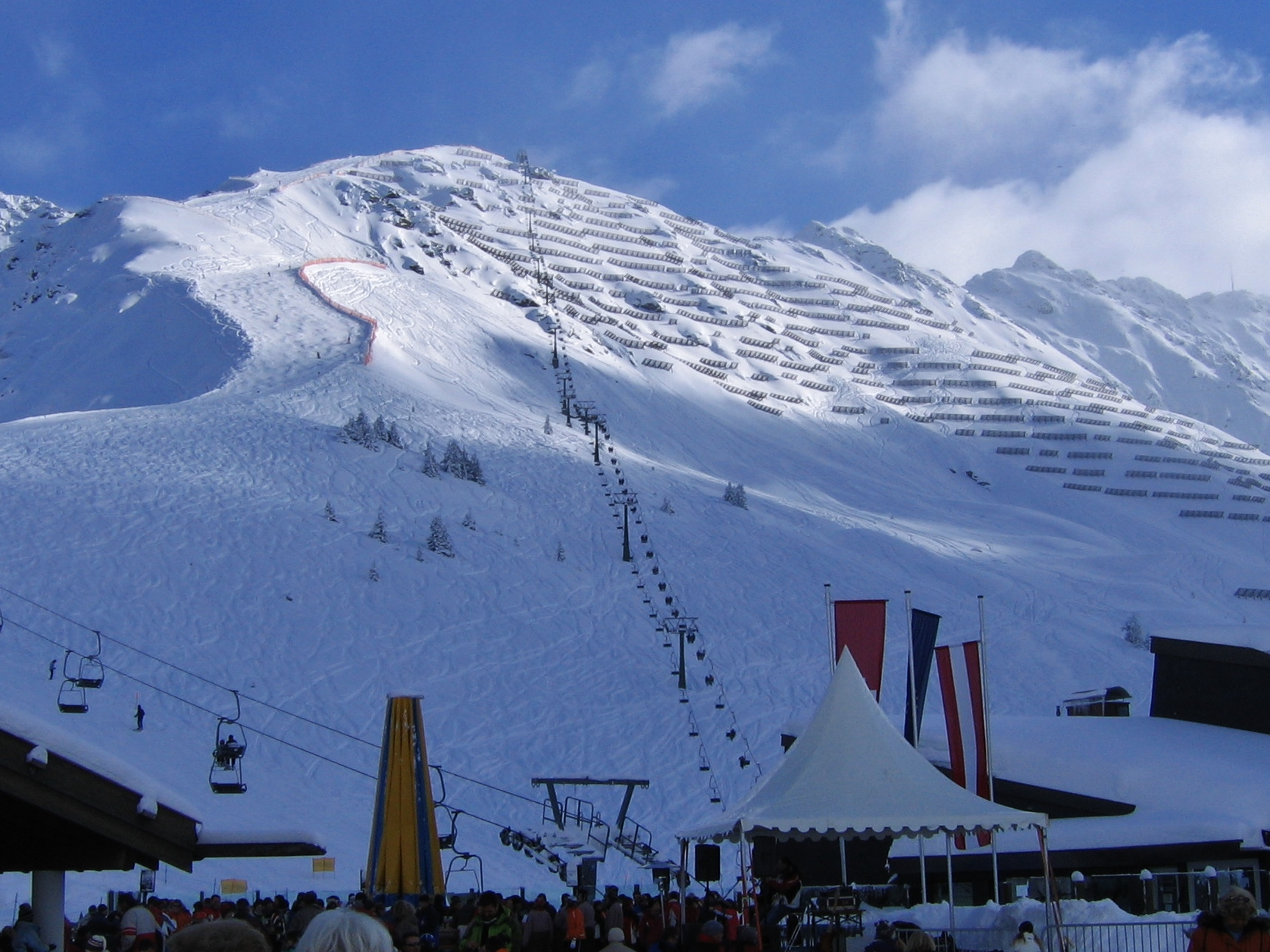
Vorderkapell im Skigebiet Silvretta Montafon mit den Sesselliften von Kropfen (links) und auf den Sennigrat (hinten)
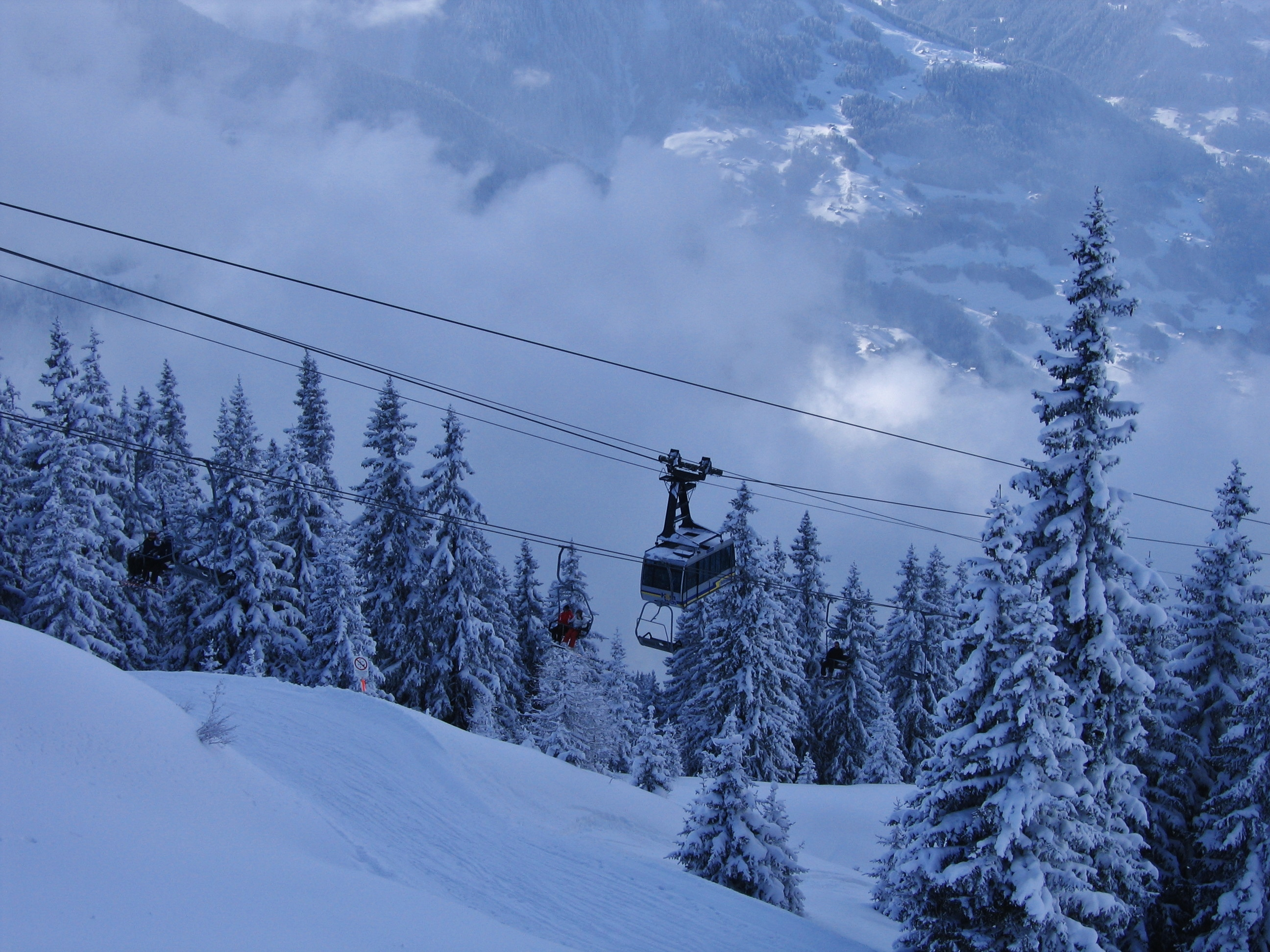
Gondel im Skigebiet Silvretta Montafon
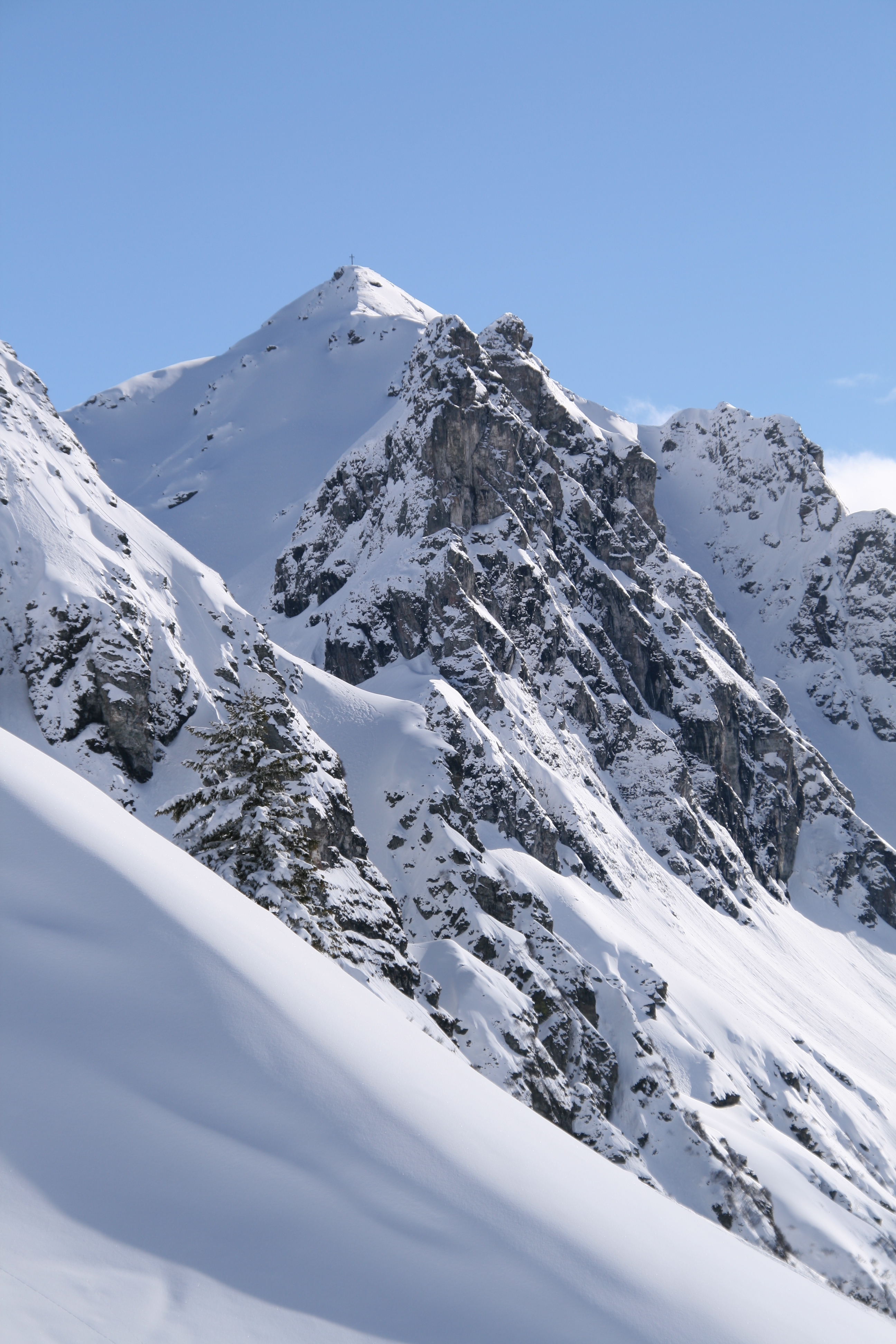
Blick von der Nova Stoba auf die Madrisella (2466 m) im Montafon in der westlichen Silvretta.